# مالاركتيك (كيبك)
مالاركتيك (بالإنجليزية: Malartic, Quebec)‏ هي بلدة و بلدية محلية في كيبيك تقع في كندا في La Vallée-de-l'Or. يقدر عدد سكانها بـ 3,449 نسمة ومساحتها 157.00 كم2 .

## أعلام
- مارسيل كوتيه
- إيف بيرغيرون
- روبي كينغ
- جيم واتسون